# Microterys garibaldia
Microterys garibaldia är en stekelart som först beskrevs av Girault 1933.  Microterys garibaldia ingår i släktet Microterys och familjen sköldlussteklar. Inga underarter finns listade i Catalogue of Life.